# Distrito de Vaishali
Vaishali (en bihari; वैशाली जिला) es un distrito de India en el estado de Bihar. Código ISO: IN.BR.VA.
Comprende una superficie de 2 036 km².
El centro administrativo es la ciudad de Hajipur.

## Demografía
Según censo 2011 contaba con una población total de 3 495 249 habitantes.